# Rivière Beaupré
La rivière Beaupré est une rivière de la région administrative de la Côte-Nord, au Québec, Canada.  Elle prend sa source dans le lac Barbel et se déverse dans le réservoir Manicouagan.

## Toponymie
Attribué en 1943 en l'honneur de Jacques Barbel (vers 1670-1740). 